# メイ・ディセンバー ゆれる真実
『メイ・ディセンバー ゆれる真実』（メイディセンバーゆれるしんじつ、May December）は、2023年のアメリカ合衆国のドラマ映画。
アメリカで実際に起きた13歳の少年と36歳の女性の恋愛スキャンダルをモチーフにしているが、展開は大きく異なっている。本作の2人は結婚生活が破綻せずに続いており、少年の国籍や女性の職業、生まれた子供の人数も違う創作の人々が描かれている。監督はトッド・ヘインズ、出演はナタリー・ポートマン（兼・製作）、ジュリアン・ムーアら。R15+指定。
タイトルの「メイ・ディセンバー」は「（結婚・恋愛で）親子ほど年齢の開きがある」を意味するスラングである。

## ストーリー
ジョージア州サバンナ在住のグレイシーは現在59歳の主婦で、23歳も年下の夫・ジョーや子供たちと、ゆとりのある生活を送っている。23年前、2人は"メイ・ディセンバー事件"の当事者として全米に名を知られた。当時36歳だったグレイシーは、勤務先のペットショップで、13歳の少年だったアルバイトのジョーと性的関係を持った事が発覚し、実刑となった。獄中出産を経て、出所後に結婚した2人は、さらに男女の双子の親となっていた。
“メイ・デセンバー事件”の映画化が決まり、主演の有名女優エリザベスがリサーチで町を訪れた。演技の手がかりとなるヒントを探してグレイシーと親しく行動を共にするエリザベス。グレイシーは事件後も、さほど大きくないサバンナの町に住み続け、離婚した元の夫のトムや、トムとの間の子供たちの近所で暮らしていた。グレイシーが、恥や罪悪感を全く持っていない事に驚くエリザベス。事件当時からグレイシーは、愛し合っているから無実だと主張していた。世間知らずな自分をリードしたのは、早熟な13歳のジョーだったと語るグレイシー。
グレイシーの元夫のトムや事件の弁護士だったモーリスと面会するエリザベス。事件で傷つかなかった者はいないとエリザベスに語るモーリス。現在のグレイシーは地域の人々に愛され、自慢のホールケーキを売って忙しく暮らしているように見えるが、そのケーキを頻繁に買っているのは、ごく少数の主婦たちで、同じケーキばかり食べ切れないと打ち明けるモーリス。
ジョーは今や事件当時のグレイシーと同じ36歳となり、自分の過去と現在に複雑な感情を抱いていた。サバンナで繁殖する希少なモナーク蝶の保護に熱心なジョーは、屋外で卵を採取し、羽化まで室内で保護していたが、グレイシーは「虫」と呼んで嫌っていた。同じ趣味を持つ女性と頻繁にメールで会話し、モナーク蝶が越冬するメキシコへ女性を誘って、「妻帯者でしょ」と窘(たしな)められるジョー。 
ケーキの購入者だった女性が親族の看護のために急に転居することになり、注文をキャンセルされて、「私のケーキがゴミになる！」と子供のように泣きわめくグレイシー。あの女優も我慢ならないと本音を晒すグレイシーを慰め、真夜中にケーキを食べて褒めてやるジョー。
ジョーとグレイシーの間に生まれた男女の双子は、高校を卒業して家を離れ、大学に進学することになっていた。エリザベスも交え、卒業式の前日にレストランで祝う一家。同じ店に偶然、トムの一家も現れた。トムとグレイシーの長女の娘(グレイシーの孫)は、双子と同じ高校で卒業年なのだ。複雑な関係に戸惑いながらも平静を装うエリザベス。
グレイシーとトムの間の次男であるジョージーは、事件当時、ジョーと同じ13歳で友人だった。繊細で優しかったジョージーは36歳の現在、町の店で下手な歌を聴かせるバンドのボーカルとなっていたが、エリザベスに、映画の音楽監督の地位を要求して来た。母親のグレイシーが12歳の頃から実の兄たちにレイプされていたとエリザベスに暴露し、雇ってくれればマスコミには話さないと請け合うジョージー。
食事会の後、宿まで送ったジョーと成り行きでセックスするエリザベス。親密そうな2人だったが、エリザベスが「この物語(ストーリー)」と言ったことに反発するジョー。「僕の人生だ！」と叫んで帰るジョーを追おうとせず、ジョーが貸してくれた事件当時のグレイシーのラブレターに読みふけって、彼女の気持ちを感じ取り、演じるエリザベス。
帰宅し、グレイシーとお互いの関係について話そうとするジョー。本当に愛し合っているなら話せるはずだと言うジョーに対し、「(子供たちの)卒業式なのよ！」と拒否するグレイシー。
翌日の卒業式で保護者席に座らず、式を見ながら涙を流すジョー。この足で空港に向かうと別れを告げるエリザベスに、ジョージーとは毎日話すと告げるグレイシー。「兄たちとの悍(おぞ)ましい話を信じないで」と釘を差され、母子の関係にゾッとするエリザベス。３週間後、グレイシーと同じ金髪に髪を染めたエリザベスは、熱心に撮影に臨んでいた。

## キャスト
エリザベス・ベリー
演 - ナタリー・ポートマン
グレイシーの起こした騒動を映画化するにあたり、彼女の役を演じることになった人気女優。役作りのためグレイシー一家にコンタクトする。
グレイシー・アサートン＝ユー
演 - ジュリアン・ムーア
かつて13歳の未成年の少年ジョーと不倫関係を持ち、獄中で彼との子供を出産したことで世間を騒がせた女性。現在はジョーと家庭を持つ。
ジョー・ユー
演 - チャールズ・メルトン
13歳の時にアルバイト先で人妻のグレイシーと関係を持ち大騒動の渦中に。現在は36歳となりグレイシーと平穏な家庭を築いている。
ジョージー
演 - コーリー・マイケル・スミス
グレイシーと前夫トムの息子。ジョーの同級生。
オナー・アサートン＝ユー
演 - パイパー・カーダ
グレイシーとジョーの娘。大学生。
トム・アサートン
演 - D・W・モフェット
グレイシーの前夫。

## 作品の評価
Rotten Tomatoesによれば、325件の評論のうち高評価は91%にあたる295件で、平均点は10点満点中7.9点、批評家の一致した見解は「事実に基づいた難しいストーリーを大げさなユーモアの毛布で包んだ『メイ・ディセンバー ゆれる真実』は、魅惑的なまでに不快感を与える作品である。」となっている。Metacriticによれば、53件の評論のうち、高評価は48件、賛否混在は5件、低評価はなく、平均点は100点満点中86点となっている。